# Euroasiáticos septentrionales antiguos
En arqueogenética, el término antiguos euroasiáticos del norte (ANE, por sus siglas en inglés) o euroasiáticos septentrionales antiguos es el nombre asignado al componente genético ancestral asociado a la cultura de Mal'ta-Buret, y a poblaciones estrechamente emparentadas con ella (como la descubierta en el complejo arqueológico de Afontova Gora), y sus descendientes. Este componente genético ANE deriva parcialmente de los euroasiáticos orientales, aunque la mayoría (~90 %) de su ascendencia está vinculada con poblaciones euroasiáticas occidentales como los cazadores-recolectores occidentales (WHG), agricultores neolíticos europeos (ENF) y cazadores-recolectores caucásicos (CHG), quienes parecen proceder principalmente de una población basal euroasiática occidental, referida en la bibliografía como euroasiáticos occidentales comunes (CWE); quienes emigraron fuera de África hace 50.000 años.

## Introducción

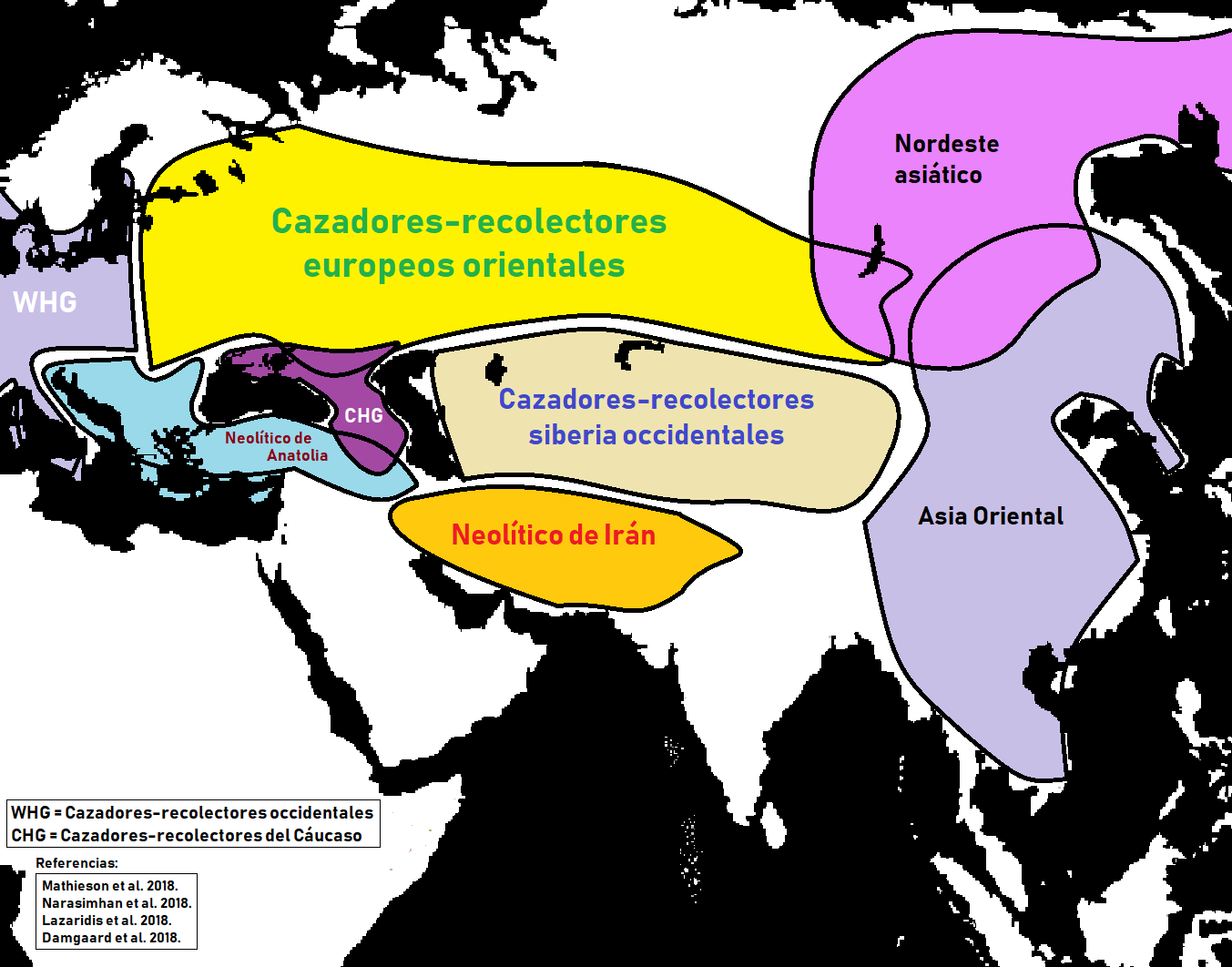
Paisaje genético de Eurasia, período neolítico tardío (4000–1700 a. C.)

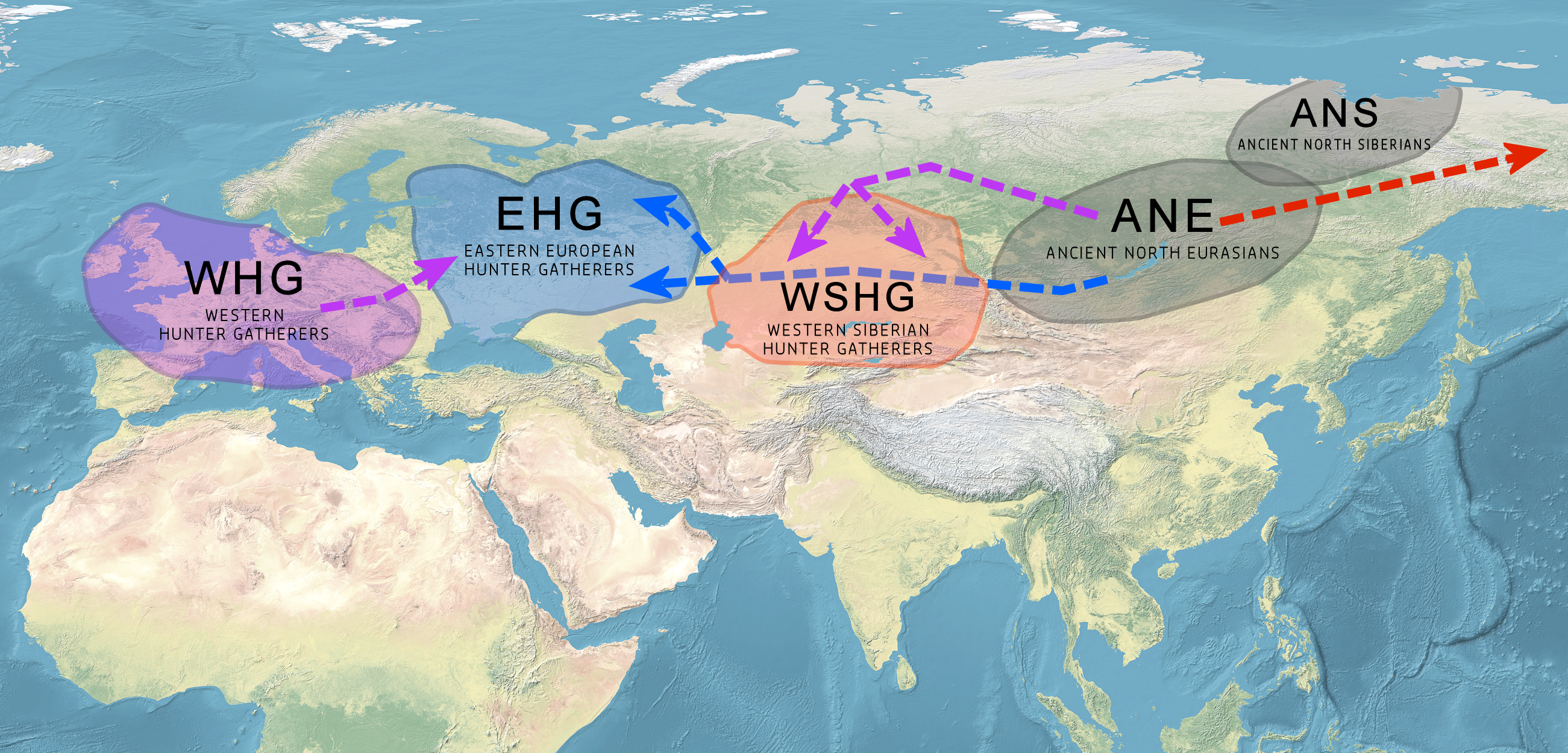
Esquema de la relación entre los cazadores-recolectores orientales (EHG), a través de una ascendencia principal de euroasiáticos septentrionales antiguos (ANE) y una mezcla menor de cazadores-recolectores occidentales (WHG).

El linaje ANE se ha definido por asociación con la composición genética del «niño de Mal'ta» (usualmente etiquetado como MA-1), un individuo que vivió hace 24.000 años en Siberia, durante el Último Máximo Glacial, y que fue descubierto en la década de 1920. Las poblaciones genéticamente similares a MA-1 han contribuido significativamente a la composición genética de los indígenas americanos, europeos, asiáticos centrales, asiáticos del sur y algunos asiáticos del este, por orden de relevancia de dicha contribución.
Lazaridis et al. (2016:10) revelaron «una clina de ascendencia ANE a lo largo del eje oriental-occidental de Eurasia». Flegontov et al. (2015) encontraron que el máximo global de ascendencia ANE corresponde a las poblaciones contemporáneas de indígenas americanos, ostíacos y vogulos.
Además este componente ha sido detectado en culturas de la Edad del Bronce como Yamnaya y Afanasevo. El 42 % de la ascendencia de los indígenas sudamericanos tiene su origen en los ANE, mientras que entre el 14 % y 38 % de la ascendencia indígena norteamericana tiene su origen en el flujo genético de estas gentes de Mal'ta-Buret. Esta diferencia fue causada por la posterior penetración en el continente americano de migraciones de origen siberiano, siendo el menor porcentaje de ascendencia ANE el encontrado en los esquimales y en los nativos de Alaska, dado que estos grupos son el resultado de migraciones a América de hace aproximadamente 5000 años. El resto de la composición genética de los indígenas americanos parece tener origen en el este de Eurasia. La secuenciación genética de otras gentes siberianas sud-centrales (Afontova Gora-2) que datan de hace aproximadamente 17.000 años, revelan una composición autosómica similar a la del niño de Mal'ta, sugiriendo que la ocupación humana de esta región fue continua durante el Último Máximo Glacial.
Los estudios genéticos también indican que ANE fue introducido a Europa por medio de la cultura Yamna/Yamnaya, mucho tiempo después del Paleolítico. El componente genético ANE es visible en los análisis de los Yamnaya, y representa 50 % de su ascendencia indirectamente. Este componente también se encuentra en los europeos contemporáneos (7 %–25 % de mezcla ANE), pero no en los europeos anteriores a la Edad de Bronce. Ascendencia ANE adicional fue encontrada en poblaciones europeas a través de interacciones durante el paleolítico con cazadores-recolectores europeos orientales, de cuya mezcla con otras poblaciones europeas resultaron grupos como los cazadores-recolectores escandinavos.

## Poblaciones antiguas desdendientes de ANE

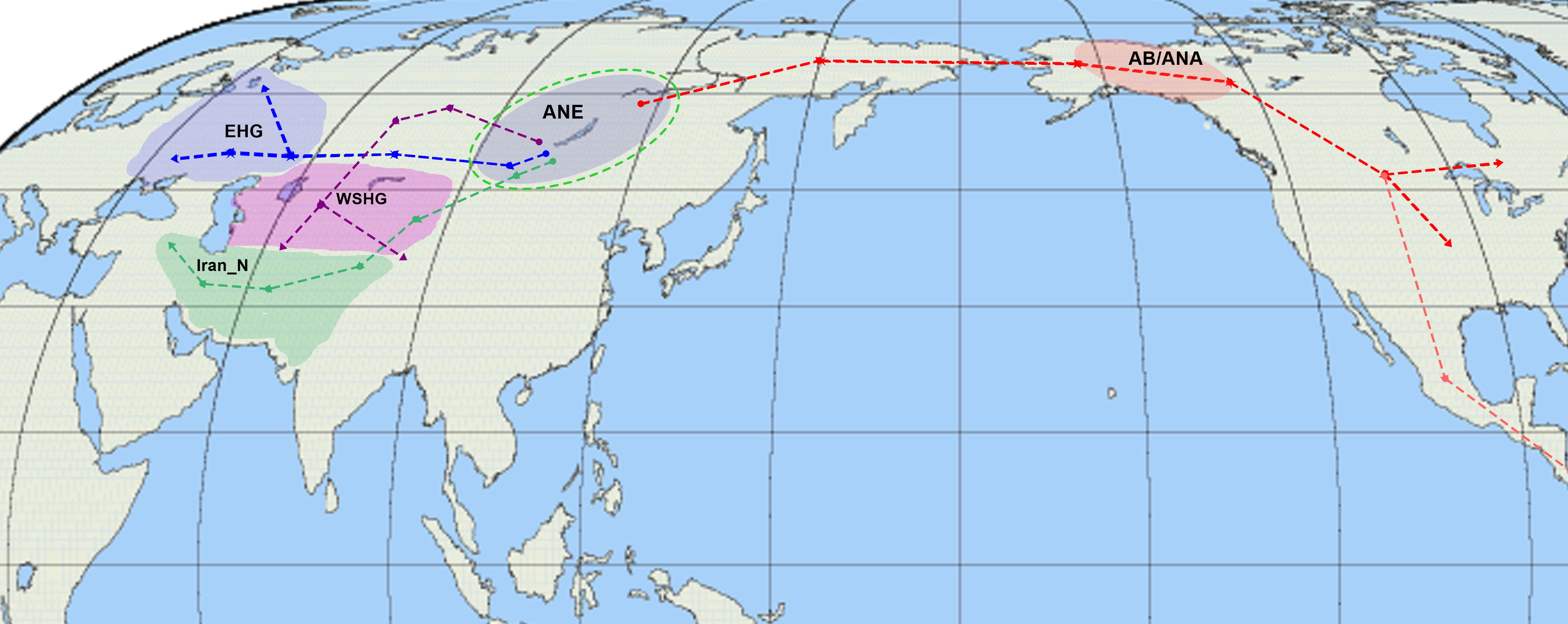
Poblaciones antiguas desdendientes de ANE, período paleolítico. Anthony, David (JIES, 2019)

### Cazadores-recolectores europeos orientales (EHG)
Los cazadores-recolectores europeos orientales (EHG, por sus siglas en inglés) son un linaje derivado predominantemente de los ANE (en un 75%). Están representados por dos individuos de Karelia, uno con el haplogrupo paterno R1a-M417, datado en c. 8.4k años, el otro perteneciente al haplogrupo paterno J, datado en c. 7,200 años, y un individuo de Samara con el haplogrupo ADN-Y R1b-P297, datado en c. 7,600 años. Este linaje está estrechamente relacionado con la muestra ANE de Afontova Gora, datado en c. 18,000 años. 
Tras el fin del Último Máximo Glacial, los linajes WHG (cazadores-recolectores occidentales, por sus siglas en inglés) y EHG se mezclaron en Europa Oriental, dando cuenta de la presencia temprana de la ascendencia de tipo ANE en la Europa mesolítica.

### Cazadores-recolectores del Cáucaso (CHG)
Los cazadores-recolectores del Cáucaso (CHG, por sus siglas en inglés) están representados por un individuo de Satsurblia datado en c. 13k años, que era portador de un 36% de genética derivada de ANE, derivándose el resto de su ascendencia de una población similar a la de Dzudzuana, datada en c. 26k, la cual carecía de mezcla ANE. La afinidad con Dzudzuana en el Cáucaso decreció con la entrada de flujo genético ANE en Satsurblia hace ~13,000 años.

### Neolítico de Irán (Iran_N)
El Neolítico de Irán (denotado Iran_N), definido por undividuos que datan hace ~ 8.5k años, presentaba una mezcla derivada en un 50% de ANE y en el 50% restante de una componente relacionada con Dzudzuana, distinguiéndoles de otros neolíticos anatolios y próximo-orientales que no eran portadores de dicha mezcla ANE. Los neolíticos de Irán fueron reemplazados más tarde por los calcolíticos de Irán, que eran una mezcla del Neolítico de Irán y el Neolítico del Levante.

### Beringios Antiguos/Indígenas americanos ancestrales (AB/ANA)
Beringianos Antiguos/Nativoamericanos Ancestrales son abolengos arqueogenéticos concretos, basados en el genoma de un niño encontrado en el sitio de Upward Sun River (bautizado USR1), datado con una antigüedad 11,500 años. El linaje AB diverge del Nativoamericanos Ancestral (ANA) aproximadamente hace 20,000 años. El linaje de ANA fue formado 20,000 hace por una mezcla de Proto-Mongoloide y ANE (42-43%) compatible con el modelo del poblamiento de las Américas vía Beringia durante el Último Máximo Glacial. Estos grupos presentan haplogrupos Y-ADN Q y R. La presencia del haplogrupo mitocondrial X entre los nativoamericanos sugiere que este grupo de ANE había estado en contacto con otros grupos caucasoides occidentales como los WHG y Dzudzuana y estaban estrechamente relacionados con los cazadores-recolectores europeos orientales (EHG) como la muestra de Sámara.

## Evolución del cabello rubio
El alelo derivado del SNP KITLG rs12821256 está asociado con, y probable causa, el cabello rubio en europeos. Una individuo femenino de Afontova Gora 3  datada de hace 14,700 años es el individuo  más temprano conocido con el alelo derivado responsable para cabello rubio en europeos modernos, y consta del mesolitico europeo oriental asociado  con los EHG. También está presente en un cazadores-recolectores de las muestras de Samara, Motala y Ucrania (I0124, I0014 e I1763), así como en varios individuos más tardíos con ascendencia de estepária. Dado que el alelo está encontrado en poblaciones con EHG pero no de ascendencia WHG, se infiere que su origen es por medio de los ANE. Compatible con esta teoría, el individuo más antiguo conocido con un alelo derivado próximo es un siberiano ANE de Afontova Gora 3 cuál está datado a 16130-15749 AC.
Es incierto si la mutación para el cabello rubio se desarrolló antes o después de la migración a América, pero varios mitos nativoamericanos describen cabello rúbio y otras características caucasoides especialmente en mitos de creación como la adoración de Quetzalcóatl, Huiracocha, Kukulkán entre muchos otros.  Esto sugeriría el desarrollo del  cabello rubio con un mínimo de al menos hace 17,000 años y la conmemoración de poblaciones fundadoras transmitidas por vía oral entre etnias precolombinas.